# Upplands runinskrifter 553
Upplands runinskrifter 553 är ett vikingatida runstensfragment av gulröd sandsten i Husby-Sjuhundra kyrka, Husby-Sjuhundra socken och Norrtälje kommun. U 553 är 0,17 gånger 0,09 meter stort. När man 1939 drog en värmeledning från skolan till kyrkan, påträffades fem runstensfragment alla tillhörande olika runstenar. U 553, och de andra fragmenten som hittades 1939 - U 549, U 550, U 551 och U 552 - förvaras i Husby-Sjuhundra kyrka.

## Inskriften
Translitterering av runraden:
... · r...
Normalisering till runsvenska:
... ...
Översättning till nusvenska:
...